# Terrorangrebet ved National Hotel
Terrorangrebet ved National Hotel foregik kl. 11:00 den 9. december 2003 da to kvindelige selvmordsterrorister – såkaldt shahidkaer – sprængte i luften uden for National Hotel tæt på den Den Røde Plads i Moskva, og kun få hundrede meter fra Kreml og Statsdumaen – det russiske parlaments underhus.
Det menes at eksplosionen ved en fejl var blevet udløst for tidligt og at det virkelige mål havde været Dumaen. Vidner fortalte om to kvinder med "kaukasiske ansigtstræk" og iført pelsfrakker spurgte om vej til Dumaen få minutter før angrebet.
Selvmordsbomberene brugte bombebælter fyldt med bolte som skulle fungere som granatsplinter for at maksimere bombens dræbende kraft. Ueksploderede bomber blev fundet på den ene selvmordsbombers hovedløse lig, samt en mappe der muligvis også indeholdt eksplosiver. Begge blev detoneret af politiets oprydningshold.
Ingen gruppe tog umiddelbart ansvar for angrebet, men kort tid senere tog den tjetjenske terrorlederen Sjamil Basajev ansvaret, og senere igen tog også en gruppe der kalder sig selv "De Sorte Enkers Brigade" ansvar for dette og andre angreb, bl.a. Terrorangrebet i Stavropol (46+ døde). To kvinder er af forskellige kilder blevet identificeret som selvmordskvinden, "Khedizha (Hedija) Magomadova" og "Khadishat Mangeriyeva" – en rapport mener de er den samme person. Ifølge en kilde fik politiet Hedija Magomadovas forældre til at identificere deres datters hoved (som eksplosionen havde sprunget af kroppen), og fulgte identifikationen op med DNA sammenligninger. Magomadova var enke til den afdøde tjetjenske oprørsleder Ruslan Mangeriyev. Foruden de to der blev dræbt i eksplosionen, deltog også en tredje kvinde der efter eksplosionerne flygtede fra stedet. Muligvis var det hende der udløste bomberne ved fjernstyring.